# Гепленд (Меріленд)
Гепленд (англ. Gapland) — переписна місцевість (CDP) в США, в окрузі Вашингтон штату Меріленд. Населення — 109 осіб (2010).

## Географія
Гепленд розташований за координатами 39°24′7″ пн. ш. 77°39′30″ зх. д. / 39.40194° пн. ш. 77.65833° зх. д. (39.401960, -77.658288).  За даними Бюро перепису населення США в 2010 році переписна місцевість мала площу 0,58 км², уся площа — суходіл.

## Демографія
Згідно з переписом 2010 року, у переписній місцевості мешкало 109 осіб у 43 домогосподарствах у складі 31 родини. Густота населення становила 188 осіб/км².  Було 43 помешкання (74/км²).
Расовий склад населення:
| - 94,5 % — білих - 4,6 % — чорних або афроамериканців - 0,9 % — корінних американців |

До двох чи більше рас належало 0,0 %. Частка іспаномовних становила 0,0 % від усіх жителів.
За віковим діапазоном населення розподілялося таким чином: 22,9 % — особи молодші 18 років, 56,9 % — особи у віці 18—64 років, 20,2 % — особи у віці 65 років та старші. Медіана віку мешканця становила 47,3 року. На 100 осіб жіночої статі у переписній місцевості припадало 94,6 чоловіків;  на 100 жінок у віці від 18 років та старших — 90,9 чоловіків також старших 18 років.
Цивільне працевлаштоване населення становило 66 осіб. Основні галузі зайнятості: роздрібна торгівля — 28,8 %, фінанси, страхування та нерухомість — 28,8 %, транспорт — 21,2 %, виробництво — 21,2 %.